# Philyra brasiliensis
Philyra brasiliensis är en törelväxtart som beskrevs av Johann Friedrich Klotzsch. Philyra brasiliensis ingår i släktet Philyra och familjen törelväxter. Inga underarter finns listade i Catalogue of Life.